# William Inge
Pour les articles homonymes, voir William Inge (homonymie).
Œuvres principales
- Picnic (en) (1953)
- Arrêt d'autobus

William Motter Inge, né le 3 mai 1913 à Independence et mort le 10 juin 1973, est un dramaturge, scénariste et romancier américain.
Cinq de ses pièces ont été adaptées au cinéma pour les films Picnic (pièce récompensée en 1953 par le prix Pulitzer de l'œuvre théâtrale), Arrêt d'autobus (Bus Stop) et The Dark at the Top of the Stairs qui traite du thème controversé à l'époque de l'homosexualité. En 1962, il reçoit l'Oscar du meilleur scénario original pour La Fièvre dans le sang (Splendor in the Grass).

## Biographie
William Inge commence à s'intéresser au théâtre dès l'enfance. Son appartenance à une troupe de scouts lui permet de voir de nombreuses pièces. Il étudie le théâtre à l'université du Kansas et obtient un baccalauréat ès arts (BA degree) en 1935. Il participe à des spectacles et des tournées organisés par les étudiants. Une bourse (scholarship) lui est accordée et il poursuit ses études au George Peabody College for Teachers (en), où il obtient une maîtrise (master of arts). Inge enseigne l'anglais dans une école secondaire de Columbus, puis au Stephens College (en) de Columbia. Il écrit pour le St. Louis Star-Times à partir de 1943 et jusqu'au retour du critique littéraire du journal à la fin de la Seconde Guerre mondiale. À cette occasion, il fait la connaissance de Tennessee Williams, qui l'encourage à écrire des pièces de théâtre,.
La première pièce de William Inge, intitulée Farther Off from Heaven, est produite par Margo Jones en 1947. Cinq de ses pièces, Come Back Little Sheba (en), Picnic (en), Bus Stop (en), The Dark at the Top of the Stairs et A Loss of Roses, sont montées à Broadway durant les années 1950 et sont adaptées au cinéma, la dernière prenant au cinéma le titre Les Loups et l'Agneau (The Stripper). En 1953, Picnic est récompensée par le prix Pulitzer du théâtre et le New York Drama Critics' Circle Award. À partir de A Loss of Roses en 1959, ses pièces ne rencontrent plus le même succès,.
William Inge écrit le scénario du film La Fièvre dans le sang (Splendor in the Grass), réalisé par Elia Kazan en 1961. L'année suivante, il remporte pour ce scénario l'Oscar du meilleur scénario original. Au début des années 1970, il signe deux romans : Good Luck, Miss Wyckoff (1970) et My Son Is a Splendid Driver (1971). Le premier, qui retient l'attention, est adapté sans succès au cinéma en 1979 sous le titre Good Luck, Miss Wyckoff (en) par Marvin J. Chomsky.
Souffrant de dépression et doutant de sa capacité à écrire, l'écrivain se suicide en 1973,.

## Thèmes
Inge décrit avec acuité des personnages faibles ou incapables qui sont écrasés par leur milieu ou leur famille. Souvent, après une première et vaine tentative pour se libérer qui lui a coûté beaucoup d'efforts, le personnage se retrouve sans force devant un nouvel obstacle insurmontable. Le dramaturge situe ses récits dramatiques dans le monde ouvrier ou de la classe moyenne, dont il reprend le langage, les habitudes et les préjugés sans forcer le trait, mais avec un zeste d'humour.

## Hommages
Margaret Goheen, enseignante de l'Independence Community College, fonde le William Inge Theatre Festival en 1982. Il est organisé chaque année dans la ville natale du dramaturge.
En 1995, une étoile lui est dédiée sur le Walk of Fame (en) de la ville de Saint-Louis.

## Œuvre

### Théâtre
- Farther Off from Heaven (1947)
- Come Back, Little Sheba (1950)
- Picnic (1953)
- Glory in the Flower (1953), courte pièce
- Bus Stop (1955)
- The Dark at the Top of the Stairs (1957)
- A Loss of Roses (1959)
- Summer Brave, nouvelle version de Picnic
- Natural Affection (1963)
- Where's Daddy? (1966)
- The Last Pad (1973)
- Six Short Plays (2009), publication posthume (The Love Death, The Silent Call, Bad Breath, Morning on the Beach, Moving In, A Murder)
- The Killing (2009), courte pièce - publication posthume
- Off the Main Road (2015), pièce perdue retrouvée dans les papiers de l'auteur

### Scénarios
- 1961 : La Fièvre dans le sang (Splendor in the Grass), film américain réalisé par Elia Kazan, avec Natalie Wood et Warren Beatty
- 1963 : L'Ange de la violence (All Fall Down), film américain réalisé par John Frankenheimer, adaptation par Inge du roman De la plus haute branche (All Fall Down) de James Leo Herlihy, avec Eva Marie Saint, Warren Beatty, Karl Malden et Angela Lansbury
- 1965 : Bus Riley's Back in Town, film américain réalisé par Harvey Hart, scénario original signé du pseudonyme Walter Gage par William Inge, avec Ann-Margret

### Romans
- Good Luck, Miss Wyckoff (1970)
- My Son Is a Splendid Driver (1971)

## Adaptations cinématographiques
- 1952 : Reviens petite Sheba (Come Back, Little Sheba), film américain réalisé par Daniel Mann, adaptation de la pièce éponyme, avec Shirley Booth et Burt Lancaster
- 1955 : Picnic, film américain réalisé par Joshua Logan, adaptation de la pièce éponyme, avec William Holden et Kim Novak
- 1956 : Arrêt d'autobus (Bus Stop), film américain réalisé par Joshua Logan, adaptation de la pièce éponyme, avec Marilyn Monroe et Don Murray
- 1960 : The Dark at the Top of the Stairs, film américain réalisé par Delbert Mann, adaptation de la pièce éponyme, avec Robert Preston et Dorothy McGuire
- 1963 : Les Loups et l'Agneau (The Stripper), film américain réalisé par Franklin J. Schaffner, adaptation de la pièce A Loss of Roses, avec Joanne Woodward et Richard Beymer
- 1979 : Good Luck, Miss Wyckoff (en), film américain réalisé par Marvin J. Chomsky, adaptation du roman éponyme, avec Anne Heywood, Donald Pleasence et Robert Vaughn